# Col·leccions Nacionals de Dresden
Les Col·leccions Nacionals de Dresden (Staatliche Kunstsammlungen Dresden (alemany: [ˈʃtaːtlɪçə ˈkʊnstˌzamlʊŋən ˈdʁeːzdən], Dresden State Art Collections) és una institució cultural de Dresden, Alemanya, propietat de l'Estat de Saxònia. És una de les institucions museístiques més reconegudes i antigues del món, originada per les col·leccions dels electors saxons del segle XVI.
Actualment, les col·leccions d'art estatals de Dresden estan formades per quinze museus. La majoria es troben al castell de Dresden, al Zwinger i a l’Albertinum.

## Història
Els museus pertanyents a la Staatliche Kunstsammlunga Dresden es van originar en les col·leccions dels electors saxons, alguns dels quals també eren reis de Polònia. Fonts històriques mostren que August I, elector de Saxònia, va fundar el Kunstkammer electoral (literalment "cambra d'art") el 1560, una col·lecció d'art situada al castell de Dresden. August el Fort i el seu fill, Frederic August II de Saxònia, van ser importants mecenes i notables coneixedors de les arts. Van desenvolupar les seves col·leccions d'art d'una manera sistemàtica; en aquest procés, no només van proporcionar una base d'obres mestres extraordinàries per a la Staatliche Kunstsammlungen Dresden, sinó que també van fer accessibles aquestes obres per seleccionar cercles al seu temps.
La Staatliche Kunstsammlungen és una empresa estatal des de l'1 de gener de 2009. L'associació inclou dotze museus que funcionen de manera independent en el context de la seva pròpia col·lecció, però tots comparteixen diverses institucions i equipaments, a més d'una administració central.

## Museus
Dotze museus pertanyen a la Staatliche Kunstsammlunga Dresden.

### Galeries de pintura
- Gemäldegalerie Alte Meister (galeria de pintura de vells mestres), Zwinger
- Galeria Neue Meister, Albertinum
- Kupferstich-Kabinett (Col·lecció d'estampes, dibuixos i fotografies), castell de Dresden

### Museus d'art
- Grünes Gewölbe (Volta Verda) amb la Històrica i la Nova Volta Verda, castell de Dresden
- Saló Mathematisch-Physikalischer (gabinet reial d'instruments matemàtics i físics), Zwinger (ala oest)
- Rüstkammer (Armeria) amb la cambra turca, castell de Dresden
- Porzellansammlung (col·lecció de porcellana), Zwinger (Glockenspielpavillon)
- Münzkabinett (gabinet numismàtic o gabinet de monedes), castell de Dresden
- Skulpturensammlung (Col·lecció d'escultures), Albertinum
- Kunstgewerbemuseum (Museu d'Arts i Oficis), castell de Pillnitz

### Museus etnogràfics
- Col·leccions etnogràfiques estatals amb el Museu Etnològic de Dresden al Palau Japonès, el Museu Etnogràfic de Leipzig i el Museu Etnogràfic Herrnhut
- Museum für Sächsische Volkskunst and Puppentheatersammlung (Museu d'Art Popular Saxó i Col·lecció de Teatre de Titelles), Jägerhof

Altres institucions, com la Kunstbibliothek (Biblioteca d'Art), el Kunstfonds (Fons d'art) i el Gerhard Richter Archiv (Gerhard Richter Archive) també pertanyen a la Staatliche Kunstsammlungen Dresden.

## Directors
- 1955–1968: Max Seydewitz
- 1968–1989: Manfred Bachmann
- 1990–1997: Werner Schmidt
- 1998-2001: Sybille Ebert-Schifferer
- 2001–2011: Martin Roth
- 2012 – març de 2016: Hartwig Fischer
- Des de novembre de 2016: Marion Ackermann

## Ubicacions
Els museus de la Staatliche Kunstsammlungen estan ubicats en sis edificis. A excepció del castell de Pillnitz, tots es troben al centre històric de Dresden.
El castell de Dresden alberga la volta verda històrica (Historisches Grüne Gewölbe) i la nova volta verda (Neues Grüne Gewölbe), el gabinet numismàtic (Münzkabinett), la col·lecció d'estampes, dibuixos i fotografies (Kupferstich-Kabinett) i l'armeria (Rüstkammer) amb la cambra turca (Türckische Cammer).
El palau Zwinger conté la galeria d'imatges Old Masters (Gemäldegalerie Alte Meister), la col·lecció de porcellanes (Porzellansammlung) i el gabinet reial d'instruments matemàtics i físics (Mathematisch-Physikalischer Salon).
L’Albertinum acull la New Masters Gallery (Galerie Neue Meister) i la Col·lecció d’escultures (Skulpturensammlung).
El castell de Pillnitz acull el Museu d'Arts i Oficis (Kunstgewerbemuseum) i el Japanisches Palais el Museu Etnogràfic de Dresden (Museum für Völkerkunde). El Jägerhof de Dresden-Neustadt es troba al Museu d'Art Popular Saxó i a la Col·lecció de Teatre de Titelles (Museum für Sächsische Volkskunst and Puppentheatersammlung).

## Estat actual
El Staatliche Kunstsammlungen Dresden és propietat de l'Estat de Saxònia. És membre de la Konferenz Nationaler Kultureinrichtungen, una unió de més de vint institucions culturals de l’antiga Alemanya de l'Est.